# Светлогорское сельское поселение (Краснодарский край)
Светлогорское сельское поселение —  муниципальное образование в Абинском районе Краснодарского края России.
В рамках административно-территориального устройства Краснодарского края ему соответствует Светлогорский сельский округ.
Административный центр — село Светлогорское.

## Население
| 2010  | 2012  | 2013  | 2014  | 2015  | 2016  | 2017  |
| ----- | ----- | ----- | ----- | ----- | ----- | ----- |
| 1765  | ↗1772 | ↗1792 | ↗1818 | ↗1830 | ↗1839 | ↗1849 |
| 2018  | 2019  | 2020  | 2021  | 2023  |       |       |
| ↘1816 | ↗1823 | ↗1848 | ↗1948 | ↘1942 |       |       |

## Населённые пункты
В состав сельского поселения (сельского округа) входят 3 населённых пункта:
| № | Населённый пункт | Тип населённого пункта | Население (чел.) |
| - | ---------------- | ---------------------- | ---------------- |
| 1 | Светлогорское    | село                   | ↗695             |
| 2 | Эриванский       | хутор                  | ↘420             |
| 3 | Эриванская       | станица                | ↘650             |